# Dimitrie Ionescu-Berechet
Dimitrie Ionescu-Berechet (n. 1896, Câmpulung-Muscel, județul Argeș – d. 1 iulie 1969, București) a fost un arhitect român. Portofoliul său de lucrări conține peste 400 de proiecte care impresionează prin diversitate, calitate și cantitate. Din 1930 până în 1963 a fost arhitectul-șef al Patriarhiei Române, timp în care a proiectat peste 100 de biserici noi.

## Date biografice
Arhitectul Dimitrie Ionescu-Berechet a văzut lumina zilei pe 27 ianuarie/10 februarie 1896, în orașul situat pe Râul Târgului, Câmpulung Muscel, într-o casă de pe strada Negru Vodă, casă pe fațada căreia era încrustată „Crucea Jurământului“.
Dimitrie Ionescu-Berechet a fost al șaptelea din cei opt copii ai negustorului de brașovenii, Nicolae (1835-1904), supranumit, de câmpulungeni, pentru prosperitatea lui - Berechet  și ai soției acestuia Maria (n. Popescu, 1855-1943). 

## Povestea numelui de familie:Ionescu-Berechet
Tatăl lui Dimitrie, „negustor de brașovenii“ descindea dintr-un vechi neam de moșneni câmpulungeni, ce purtau din moși-strămoși, numele de Gârniță (termen ce desemnează „o specie de stejar“).
După 1850, pornind de la patronimul său, el și-a preschimbat numele în Ionescu, la care a adăugat, prin oficializarea în 1883 - supranumele Berechet, punând astfel  bazele unui nume de familie, cu rezonanță în arhitectura civilă și religioasă din România: Ionescu-Berechet.

## Descendență și ascendență în artă
Prin mama sa, Dimitrie Ionescu-Berechet se înrudea cu câteva personalități culturale ale Câmpulungului: pictorul pașoptist Ion Negulici (1812-1851); poetul, prozatorul și dramaturgul Tudor Mușatescu (1903-1970) și generalul de divizie, Gheorghe Poșoiu (1891-1973). 
Pe linie paternă, Dimitrie descindea dintr-o familie renumită, din care făceau parte slujitori ai Bisericii „Sfântul Ilie“ din Câmpulung, cum fusese străbunicul său - diaconul Apostol, dar și artiști - „zugravul de subțire“ (pictor bisericesc), Ion Gârniță – bunicul lui Dimitrie, de care acesta era foarte mândru și al cărui talent îl va moșteni din plin.
Pictor bisericesc, din prima jumătate a secolului al XIX-lea, Ion Gârniță a zugrăvit numeroase biserici ale mânăstirilor Aninoasa, Domnești, Flămânda Vrănești și Văleni. Stabilindu-se în Câmpulung, Ion „zugravul“ este autorul câtorva ansambluri murale și icoane pe lemn din Câmpulung și zona Muscel, el făcând parte - potrivit studiului biografic realizat de Ștefan Ionescu  Berechet – dintr-un neam de „zugravi“ care urcă, după unele presupuneri, până la celebrul Pârvu Mutu.

## Copilăria și adolescența. Anii de formare
Dimitrie Ionescu-Berechet a urmat cursurile Școlii Elementare Nr.1 din Câmpulug și, ulterior, ale Liceului „Unirea“ din Focșani, unde se stabilise fratele său mai mare, colonelul farmacist, Constantin Ionescu-Berechet.     
În 1916, Dimitrie Ionescu-Berechet a fost admis la Școala Superioară de Arhitectură din București, pe care a absolvit-o cu calificativul „foarte bine“, în anul 1922.
În perioada 1916-1919, tânărul Dimitrie a fost nevoit să-și întrerupă studiile universitare, deoarece a fost concentrat pe front, în urma intrării României în Primul Război Mondial (27 august 1916).  

## Pe frontul de la Mărășești, în timpul Primul Război Mondial
Teribila experiență a războiului a început pe 7 octombrie 1916, după o scurtă perioadă de instrucție în cadrul Școlii Militare de Artilerie – Geniu, din Focșani. 
În 1917, Dimitrie a fost avansat la gradul de sublocotenent, iar în vara aceluiași an, se afla pe frontul de la Mărășești, într-un batalion de geniu - Batalionul 10 Pionieri, ce făcea parte din Divizia a X-a, condusă de generalul de brigadă, Henri Cihoski.
Potrivit „Jurnalului – său – de război“, ce cuprinde însemnări din perioada 22 august 1917 - 19 decembrie 1917, tânărul sublocotenent (de 21 de ani) nu se afla în focul luptelor, din linia întâi, ci executa sarcini legate de infrastructura frontului: desena hărți ale teatrului de operațiuni, proiecta anumite poduri ce urma să fie distruse ulterior, supraveghea lucrări de construcție, rezolva corespondența și redacta ordinele de luptă.
Datorită misiunii sale, Dimitrie Ionescu-Berechet dispunea de instrumente și materiale pentru scris, pentru desen și pentru pictură, care i-au permis și o activitate de creație – proiecte personale de arhitectură și peisaje de pe front, realizate în tehnica acuarelă (din care câteva se mai păstrează în colecția familiei Berechet).            

## Influențe stilistice arhitecturale
După terminarea Primului Război Mondial, tânărul Dimitrie își reia cursurile universitare la Școala Superioară de Arhitectură (din București), unde are ca profesori pe toți marii arhitecți ai României Interbelice- Grigore Cerchez, Duiliu Marcu și Petre Antonescu. 
Aceștia îi imprimă studentului Ionescu-Berechet dragostea pentru arhitectura neoromânească, aspect ce se va manifesta plenar în creația sa arhitectonică. 
Pentru a-și desăvârși formarea profesională, întreprinde numeroase călătorii de studiu în Balcani (la Istanbul și la Salonic), în Orientul Apropiat (la Ierusalim și la Damasc), în Africa (la Cairo și la Alexandria), unde are posibilitatea de a constata interferențe stilistice arhitecturale, dar și caracteristicile dominante ale arhitecturii bizantine, elene sau ale celei orientale.    
Ulterior întreprinde călătorii de studiu și în partea de vest a Europei, în țări, precum Austria, Franța și Italia, care îl fascinează prin monumentele și clădirile lor somptuoase.  
Realizând o sinteză a acestor stiluri arhitecturale diverse, la care adaugă predilecția spre originalitate, având ca sursă de inspirație arhitectura vernaculară din satele muscelene, Dimitrie Ionescu-Berechet își creează un stil arhitectural propriu în care elemente de arhitectură modernă se îmbină perfect cu arhitectura tradițională românească, conferind operei sale un puternic specific național.   
Emil Prager, reputat inginer constructor și colaborator al lui Ionescu - Berechet pentru realizarea unor importante edificii, aprecia, în mod deosebit, „înțelegerea ce <pe care o> arăta arhitectul în folosirea elementelor de artă națională veche, în construcțiile pe care le proiecta în diferite localități        <ale României>“. 

## Formarea profesională
Încă din timpul studenției, Dimitrie Ionescu-Berechet este încadrat ca desenator și arhitect la Ministerul Lucrărilor Publice din București (1920-1922). Ulterior, va activa ca liber profesionist, iar din 1930, va fi numit arhitectul șef al Patriarhiei Bisericii Ortodoxe Române, funcție pe care o va îndeplini cu multă reponsabilitate și abnegație, până la pensionarea sa în anul 1963, exceptând perioada 1945-1948, când a deținut funcția de șef al Direcției Arhitecturii din Ministerul Cultelor.     
În calitatea sa de coordonator al Serviciului Tehnic al Patriarhiei, arhitectul Dimitrie Ionescu-Berechet s-a implicat în activitatea de proiectare a edificiilor, urmărirea periodică a lucrărilor importante executate în țară, până la momentul final - recepționarea acestora.      
De asemenea, fiind membru al Direcției Monumentelor Istorice, dar și membru-fondator al Comisiei de Pictură bisericească a Patriarhiei va analiza cu multă atenție cele mai eficiente modalități de restaurare a monumentelor de artă și de arhitectură ecleziastică din România.    
În paralel, Dimitrie Ionescu-Berechet a desfășurat și o bogată activitate didactică, susținând în fața cursanților din atelierele Patriarhiei, numeroase prelegeri de artă bisericească.

## Opera sa arhitecturală
Dimitrie Ionescu-Berechet a proiectat peste o sută de biserici în diverse localități din țară:Biserica Parcul Domeniilor- Cașin (București), Sf. Vineri-Nouă (București), Biserica Sf. Anton de Padova din București, Catedrala „Sf. Împărați Constantin și Elena” din Hunedoara (lăcaș de cult din piatră, în plan „cruce greacă înscrisă”, prevăzut cu o turlă-cupolă centrală, lăcaș realizat în perioada 1939-1944), Biserica Sf. Împărați din Constanța, Biserica Sfântul Gheorghe din Curtea de Argeș, Biserica Mănăstirii Samurcășești, județul Ilfov (denumită și Mănăstirea Ciorogârla), Biserica din Costești, Argeș, Biserica Mănăstirii Maglavit, sanatoriul preoțesc (astăzi,Baza de odihnă și tratament balnear „Sfântul Pantelimon” din cadrul Centrului Social-Pastoral „Sf. Maria”) al Mănăstirii Techirghiol, biserici în comunele muscelene: Bilcești, Lerești, Podu Dâmboviței, Poenărei, Rădești, Stoenești etc, dar și peste hotare: Căminul românesc și paraclisul de la Ierusalim, Capela românească de la Iordan.
A restaurat numeroase monumente istorice bisericești precum: Biserica Buna Vestire - Schitul Maicilor din București, Mănăstirea Cernica, Mănăstirea Căldărușani și Mănăstirea Plumbuita. A amenajat curtea interioară a Palatului patriarhal din București și a proiectat în mare parte mobilierul acestei reședințe, mobilierul Bibliotecii Sfântului Sinod de la Mănăstirea Antim, tâmplele de marmură ale Bisericii Parcul Domeniilor (Cașin), ale Catedralei din Hunedoara, ale Bisericii Sf. Împărați Constantin și Elena din Constanța, tâmplele de lemn de la Mănăstirea Dealu, paraclisul Mănăstirii Antim, Biserica Românească de la Ierusalim și Biserica Sfântul Elefterie Nou din București, candelabrele Catedralelor din Cluj și din Constanța, baldachinul și racla ce adăpostesc moaștele Sf. Calinic de la Cernica.      
Portofoliul său conține, de asemenea, și o serie de lucrări de arhitectură civilă, dintre care amintim: Palatul Mărăști din Bacău (actualul Teatru Municipal George Bacovia), cuprinzând teatru, cinematograf și hotel, precum și sediul Prefecturii de Hunedoara (actuala Primărie), reamenajarea Palatului de Justiție din Sfântul Gheorghe.
Preocupat constant de aspectul orașului său natal - Câmpulung-Muscel, dar și de arhitectura din zona Muscel, Dimitrie Ionescu-Berechet proiectează și amenajează, în perioada 1925-1960, circa 80 de edificii (în multe cazuri, în mod gratuit), edificii ce impresionează, și azi, prin amploare și rafinament stilistic:      
1. Mausoleul eroilor de pe muntele Mateiaș, comuna Valea Mare-Pravăț, 1928-1935.
Construit între 1928-1935, sub egida Societății Cultul eroilor, pentru a cinsti memoria eroilor musceleni și nu numai ce au luptat în octombrie-noiembrie 1916. Proiectul aparține arhitecților Dimitrie Ionescu-Berechet și State Baloșin, fiind executat de cunoscuta antrepriză câmpulungeană a fraților De Nicolo. Edificiul este realizat într-un stil Art Déco îmbinat cu elemente neo-românești, finisajul fiind sobru. Volumetria mausoleului este inspirată din aceea a crucilor muscelene, căreia i-au fost asociate elemente specifice unei capele-osuar și a unui punct de belvedere. Mausoleul compus inițial din aceste două corpuri, a cunoscut ample lucrări de reamenajare și extindere între anii 1980-1984, fiind în prezent secție a Muzeului Municipal Câmpulung-Muscel.      
2. Palatul administrativ al județului istoric Muscel (actuala Primărie din Câmpulung-Mușcel), realizată în perioada 1928-1934. Sediul Prefecturii de Muscel a fost realizat în cadrul programului Ministerului Lucrărilor Publice de dotare a Vechiului Regat cu edificii publice pentru administrațiile județene, după proiectul arhitectului Berechet început în 1924. Lucrările au fost finalizate în timpul prefectului N. D. Nicolau, clădirea fiind inaugurată la 21 noiembrie 1934. Realizat în stilul neo-românesc, edificiul este o sinteză între elemente de factură neo-brâncovenească cu cele de factură neo-romanică, neogotică și neo-bizantină.       
3. Crucea comemorativă (realizată în 1934) din cartierul Șubești, Câmpulung-Mușcel, la intersecția str. Al. Voievod cu str. Maior Giurescu.  Puternicul incendiu din 8 mai 1934 a afectat grav și cartierul Șubești, aflat în vecinătatea Mănăstirii Negru-Vodă. Sistematizarea cartierului și proiectarea a 24 de case au fost executate în mod gratuit de către arhitectul Berechet. Lucrările de construcție s-au desfășurat în regim de urgență și au fost realizate de antrepriza Frații de Nicolo, cheltuielile fiind suportate în principal din fonduri de stat, puse la dispoziție de Ministrul de Finanțe de atunci, Victor Slăvescu. Menită să comemoreze tragicul eveniment și reconstrucția cartierului Șubești, Crucea, executată într-un stil național de factură locală, musceleană a fost sfințită la 7 noiembrie 1934. 
4. Ateneul Cultural Vișoi, Câmpulung-Mușcel, str. Cuza Vodă, nr. 52 (realizată în 1930).
5. Școala Generală Nr. 6 Vișoi, Câmpulung-Mușcel, str. Cuza Vodă, nr. 30, (realizată în perioada 1929-1933).
6. Biserica Intrarea în Biserică a Maicii Domnului Schei, Câmpulung-Mușcel, str. Col. Stănescu, nr. 13 (consolidare/reparații 1938-1940). 
7. Casa Diaconescu, Câmpulung-Mușcel, str. Negru-Vodă, nr. 226 (realizată în 1936).  
8. Liceul de fete (actualul Colegiu Tehnic), Câmpulung-Mușcel, str. Negru Vodă, nr. 145A (realizat în perioada 1931-1933).
9. Vila Iancu Anastase, Câmpulung-Mușcel, str. Negru Vodă, nr. 162 (realizată în 1928).
10. Școala Generală Nr. 1 Oprea Iorgulescu (fostă C. D. Aricescu), Câmpulung-Mușcel, str. General Poșoiu, nr.1 (realizat în perioada 1927-1929). Școala Normală Domnească, numită din 1864 Școala de Băieți Nr.1, a funcționat între 1836-1926 într-un local construit în anii 1833-1836 în vecinătatea vechii Primării, actuala Casă de Cultură Tudor Mușatescu. În 1926, în timpul directoratului lui Candid Ionescu, vechiul local a fost demolat și pe același amplasament a fost construit unul nou, după proiectul arhitectului Berechet și cu ajutorul marelui filantrop câmpulungean Oprea D. Iorgulescu. Edificiul inaugurat pe 29 octombrie 1929, în prezența miniștrilor Ion Mihalache și N. Costăchescu și a primarului N.V. Constantinescu, este realizat într-un stil neo-românesc de factură neo-brâncovenească.
11. Vila general Gheorghe Poșoiu, Câmpulung-Mușcel, str. G-ral Poșoiu, nr. 7 (realizată în 1930).
12. Vila colonelului Costică Berechet (fratele arhitectului Ionescu-Berechet), Câmpulung-Mușcel, str. Sold. D.Golescu, nr. 12 (realizată în 1925).
13. Împrejmuire Grădina Publică, Câmpulung-Mușcel, str. Negru Vodă (realizată în 1925-1929). Amenajarea Grădinii publice Merci și a Bulevardului Pardon a fost demarată de primarul Istrate Rizeanu în 1885, continuându-se și după 1891. Împrejmuirea din piatră de Albești a Grădinii a fost realizată în timpul primarului Ionel Nicolau, între 1925-1929, de către antrepriza Frații de Nicolo și sculptorul Victor Mezaroba, după un proiect al arhitectului Berechet, ce respectă stilul național (cu elemente post-brâncovenești și neoclasice) de expresie post-academistă.
14. Teatrul-Cinematograf Edisson (azi, Jinga), Câmpulung-Mușcel, str. D.I.Berechet, nr.1 (realizat în perioada1938-1940).
15. Clădirea doctorului N. Cojan, Câmpulung-Mușcel, str. Negru Vodă, nr. 115 (realizată în perioada 1932-1933).
16. Vila arhitectului Dimitrie Ionescu-Berechet, Câmpulung-Mușcel, str. C.Brâncoveanu, nr. 16. A fost construită în 1925, ca o vilă de vacanță. Realizată în stil neo-românesc, în maniera Christofi Cerchez, cu unele elemente locale (muscelene), vila este amplasată pe terenul casei părintești, la extremitatea dinspre strada Constantin Brâncoveanu,
17. Casa Gică Ștefănescu (actualul, Muzeu de Etnografie și Artă Populară), Câmpulung-Mușcel, str. Republicii, nr.5. Construită probabil în 1735, această casă tradițional musceleană, considerată a fi cea mai veche clădire din Câmpulung a aparținut logofătului Nicolae Ștefănescu (în sec. al XIX-lea ). Ea a fost remodelată și extinsă într-un stil post-brâncovenesc (cu inserții baroce de școală constantinopolitano-persană) de către arhitectul  Ionescu-Berechet. În anul 1928, proiectul a fost premiat de Salonul Oficial de Arhitectură, Dimitrie Ionescu-Berechet luându-și doctoratul în arhitectură cu această lucrare. Mai târziu, în 1948, clădirea a fost donată Academiei Române cu scopul de a deveni muzeu, iar în anul 1952 se organizează aici Muzeul Orășenesc Câmpulung având patru secții: istorie, științele naturii, artă populară și arte plastice.
18. Capela Spitalului Municipal (actuala, Morgă), Câmpulung-Mușcel, str. M. Tican Romano (realizată în 1942).
19. Mănăstirea Negru-Vodă, stăreția și corpul de chilii, Câmpulung-Mușcel, str. Negru-Vodă, nr. 64. Potrivit uni articol publicat în ziarul „Universul” (miercuri, 9 mai 1934, p.12): „În ziua de 8 mai 1934, un incendiu pornit de la hornul vechilor chilii ce adăposteau Seminarul orfanilor de Război Patriarhul Miron a mistuit mare parte din incinta mănăstirii: stăreția, chiliile și partea superioară a turnului clopotniței”. Lucrările începute la scurt timp după dramaticul eveniment de antrepriza Frații de Nicolo au durat până în 1935. Proiectul arhitectural este în stil național, cu elemente specifice secolelor XVII-XVIII, reintegrate ansamblului mănăstiresc.
20. Ateneul Popular Negru-Vodă (azi, Protoieria Muscel), Câmpulung-Mușcel, str. Negru-Vodă, nr. 64 (realizat în perioada 1927-1929). 
Ceea ce impresionează cel mai mult la cariera arhitectului Dimitrie Ionescu Berechet este substanțialul și variatul său portofoliu, conținând peste 450 de proiecte (inclusiv cele rămase la stadiul de proiect), realizate în 150 de localități din România și la Ierusalim. Este vorba de peste 100 de biserici noi realizate, cu tot cu mobilierul liturgic aferent (tâmple, străni, paraclise), reședințe episcopale, sedii de protoierii sau case parohiale, de restaurarea a numeroase vechi lăcașuri de cult, la care se adaugă, în domeniul arhitecturii laice nenumărate edificii particulare sau publice (sedii de prefecturi, primării, teatre-cinematograf, școli, licee, mausolee etc).

## Distincții și premii
Activitatea sa a fost recunoscută încă din timpul vieții, printr-o serie de distincții și decorații acordate cum ar fi:
- premiul Salonului oficial de arhitectură din 1928;
- Ordinul Sf. Mormânt Ortodox primit de la patriarhul Damian al Ierusalimului în 1930;
- Ordinul „Meritul Cultural” pentru Culte, în gradul de cavaler cl. II (11 noiembrie 1941);[67]
- Ordinul „Coroana României” în grad de ofițer în 1947.[1]

## Legături externe
- Câmpulungeanul Dimitrie Ionescu - Berechet, arhitectul care a proiectat peste 200 de biserici - universulargesean.ro[nefuncțională]
- Dimitrie Ionescu-Berechet - arhivadearhitectura.ro